# 融合タンパク質
融合タンパク質（ゆうごうたんぱくしつ、Fusion protein）とは主に人工的に（遺伝子工学によって）作られたタンパク質で、2個以上の遺伝子が一体となって転写・発現し、一個のタンパク質を形成している状態。
タンパク質をコードする遺伝子内の開始コドンや終止コドンの部分に、グルタチオン･S-トランスフェラーゼ(GST)やポリヒスチジン(Hisタグ)等の遺伝子をタグとして挿入することで、融合タンパク質が作られることも多い。

## 天然の融合タンパク質
染色体の転座などにより自然に生成した融合遺伝子に由来する融合タンパク質も存在する。癌遺伝子として知られるいくつかのものはこれに当たる。また、進化の過程で融合タンパク質として生じたと推定されるタンパク質も多数ある。